# Salming Trophy
Die Salming Trophy (deutsch Salming-Trophäe) ist eine Eishockeytrophäe, die jährlich an den besten schwedischen Verteidiger außerhalb der National Hockey League verliehen wird. Der Preis existiert seit 2008 und der Sieger wird durch die Kamratföreningen Hockeyjournalisterna, den schwedischen Journalistenverband, ausgewählt.
Die Trophäe ist benannt nach dem ehemaligen schwedischen Eishockeyspieler Börje Salming, der 1996 als erster Schwede in die Hockey Hall of Fame aufgenommen wurde und 2008 in das Centennial All-Star-Team der Internationalen Eishockey-Föderation aus Anlass ihres 100-jährigen Bestehens gewählt wurde.

## Preisträger
| Jahr    | Spieler              | Team           |
| ------- | -------------------- | -------------- |
| 2024/25 | Victor Söderström    | Brynäs IF      |
| 2023/24 | Axel Sandin Pellikka | Skellefteå AIK |
| 2022/23 | Jonathan Pudas       | Skellefteå AIK |
| 2021/22 | Maja Nylén Persson   | Brynäs IF      |
| 2020/21 | Nils Lundkvist       | Luleå HF       |
| 2019/20 | nicht vergeben       | nicht vergeben |
| 2018/19 | Erik Gustafsson      | Luleå HF       |
| 2017/18 | Lawrence Pilut       | HV71           |
| 2016/17 | Henrik Tömmernes     | Frölunda HC    |
| 2015/16 | Niclas Burström      | Skellefteå AIK |
| 2014/15 | Tim Heed             | Skellefteå AIK |
| 2013/14 | Patrik Hersley       | Leksands IF    |
| 2012/13 | Magnus Nygren        | Färjestad BK   |
| 2011/12 | Mattias Ekholm       | Brynäs IF      |
| 2010/11 | David Rundblad       | Skellefteå AIK |
| 2009/10 | Magnus Johansson     | Linköping HC   |
| 2008/09 | Marcus Ragnarsson    | Djurgårdens IF |
| 2007/08 | Mikko Luoma1         | HV71           |

1 Mikko Luoma wurde 2008 als Verteidiger des Jahres der Elitserien ausgezeichnet. Im gleichen Jahr wurde die Vergabe des Preises reformiert und wird seither an den besten schwedischen Verteidiger außerhalb der NHL vergeben.